# Luigi Tornari
Luigi Tornari (Bergamo, 29 novembre 1964) è un giornalista e conduttore radiofonico italiano.

## Biografia
Inizia la sua carriera giornalistica come collaboratore dei quotidiani  Bergamo Oggi e Il Giorno. Nel 1991, entra a far parte dello staff dell'ufficio stampa della prima edizione di Telethon. Cura progetti di comunicazione per la Commissione Europea, per lo Stato Maggiore dell'Esercito, per la Guardia di Finanza e per Autostrade per l'Italia. 
Diventa giornalista professionista nel 1992, anno in cui entra a far parte della redazione di RTL 102.5. Successivamente, nel 1997 viene nominato direttore responsabile della redazione. 
Dal 1992 al 1994 ha condotto la trasmissione Non Stop News, mentre dal 1997 al 1999 è stato alla conduzione de L'indignato speciale, programma di approfondimento in diretta con gli ascoltatori la domenica mattina, insieme ad Andrea Pamparana e Roberto Arditti. Lascia la radio nel giugno 2021.
Dal settembre 2004 è docente a contratto presso l'Università Cattolica del Sacro Cuore, Facoltà di Lettere e Filosofia, corso di Laurea Triennale, Linguaggio dei Media, e corso di Laurea Magistrale, Teoria e tecnica della comunicazione mediale.
Dall'ottobre del 2021 è l'amministratore delegato della piattaforma streaming on demand Vativision presente su Chili.